# 小嶋悠司
小嶋 悠司（こじま ゆうじ、1944年〈昭和19年〉3月12日 - 2016年6月7日）は京都府出身の日本画家。元京都市立芸術大学名誉教授。

## 来歴
京都市で誕生する。
石工であった祖父の影響を受け、幼少期から彫刻に関心を持っていた。また、実家から近距離にあった東寺(主に境内)を遊び場としており、そこで平安時代の密教美術を嗜んでいた。
中学・高校在学中にパブロ・ピカソや須田国太郎を知ったという。
京都市立美術大学（現京都市立芸術大学）に入学し、秋野不矩や石本正に学んだ。1969年に専攻科を修了した。在学中に「花鳥画は保守的」と判断し、人物画を描くことを決意した。また、同時期の1967年9月に第32回新制作協会展で新作家賞を受章している。
2009年に京都市立芸術大学の名誉教授に就任した。
2016年6月7日に脳幹出血のため京都市で死去。

## 人物
- 村上華岳や松本竣介の影響を受け、表現や構成などを参考にしていた[2][注釈 1]。